# Louis-Jean-Baptiste Le Coupé
Le baron Louis-Jean-Baptiste Le Coupé-Précourt, né le 2 novembre 1772 à Granville et mort le 19 septembre 1840 à Paris (1er arrondissement ancien), était un amiral et administrateur colonial français.

## Biographie
Louis-Jean-Baptiste Le Coupé est le fils d'un capitaine de navire, François Le Coupé de Précourt (1740-1807), et est l'oncle de l'amiral Louis Henri de Gueydon. Il rentre dans la marine, devient aspirant de marine en 1792 et sert sans discontinuer sous la Révolution française et le Premier Empire. Enseigne de vaisseau en 1796, lieutenant de vaisseau en 1806, capitaine de frégate en 1811, il est promu capitaine de vaisseau le 10 juillet 1816. 
Il épouse Adélaïde de Ponthieu, veuve de Scipion de Rostaing, en 1814.
Il occupe le poste de sous-directeur du port de Brest au moment de sa nomination en qualité de commandant pour le Roi et administrateur du Sénégal. Succédant au colonel Julien Schmaltz, il prend ses fonctions à Saint-Louis-du-Sénégal le 11 août 1820. Durant son séjour, il signe le 25 juin 1821 un traité de paix et d'amitié avec Hamet-Dou, roi de la tribu des Braknas, après en avoir conclu un analogue avec les Trarzas le 7 du même mois. Cependant, échouant à appliquer la politique neutraliste parrainant un voisinage pacifique entre les Maures et les Peuls édictée par Paris, afin de concilier le commerce de la gomme arabique et la colonisation agricole, il est remplacé le 1er mars 1822 par Jacques François Roger. Il ramène du Sénégal un guépard destiné à la Ménagerie du Jardin des plantes de Paris.
Son rappel prématuré en métropole est adouci par le titre de baron qui lui est accordé le 17 septembre 1822. Il commande une frégate au sein de l'escadre française qui croise au large de Cadix durant l'Expédition d'Espagne en 1823-1824. Chef de la station navale française à Cuba en 1828-1829, il est élevé au rang de contre-amiral le 30 octobre 1829. Nommé au poste de major-général de la marine à Brest le 26 novembre 1830, il achève sa carrière au sein du Conseil d'Amirauté dont il est fait membre le 10 octobre 1835.
L'amiral Le Coupé était chevalier de l'ordre de Saint-Louis et commandeur de la Légion d'honneur.
Une « rue Amiral-Lecoupé-Grainville », à Granville, est baptisée en son hommage. Il y a erreur. L’amiral Le Coupé n‘appartenait pas à la famille Le Coupé-Grainville, mais à la famille Le Coupé-Précourt, aussi Le Coupé-Desvilles.

## Sources
- Vicomte Albert Révérend : Titres, anoblissements et pairies de la Restauration, 1814-1830, tome 4, p.257-258.
- Dossier de Légion d'honneur de l'amiral Le Coupé.